# Wawrzyniec de Pressen
Wawrzyniec de Pressen (niem. Lorenz von Pressen) – lekarz wojskowy, w latach 1785–1805 kierownik referatu zdrowia publicznego (protomedyk) w Namiestnictwie Galicji we Lwowie. W latach 1786–1791 pełnił funkcję dziekana Wydziału Medycznego, dwukrotnie w latach 1794–1795 oraz 1806–1807 wybrany rektorem Uniwersytetu Lwowskiego, w 1795 członek galicyjskiego Konsensu naukowego.